# Assab

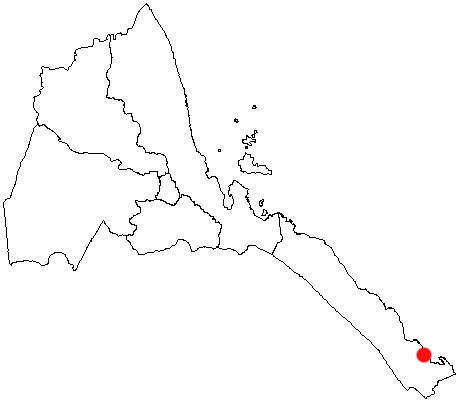
Lägeskarta

Assab eller Aseb är en hamnstad i södra Eritrea, vid Röda havet, med omkring 55 000 invånare (2000). Den är en viktig hamnstad, och har saltverk, anläggningar för destillering av saltvatten samt petroleumraffinaderi.
Assab-distriktet var Italiens första koloni. Det italienska skepparbolaget Rubattino köpte 1870 land runt fiskebyn Assab från den lokale sultanen för att bygga en hamn längs vad som efter Suezkanalens öppnande skulle bli en av världens viktigaste sjöfartsleder. 1882 förklarades den för en italiensk kronkoloni, trots protester från Egypten och England.
Under Etiopiens ockupation byggdes hamnen ut avsevärt för att tjäna som Etiopiens främsta hamn. Staden fortsatte att spela denna roll även efter Eritreas självständighet, tack vare ett avtal mellan Eritrea och Etiopien om tullfri handel och Eritreas fortsatta användande av etiopisk valuta fram till 1997, något som möjliggjorde för Etiopien att betala avgifter i sin egen valuta, birr, i stället för i hårdvaluta. Kort efter det att Eritrea kom ut med sin egen valuta nakfa i november 1997 uppstod handelskonflikter mellan Etiopien och Eritrea. Etiopien avstod från att använda Assab helt och hållet, och skiftade sin handel helt till grannlandet Djiboutis hamn. Från eritreansk-etiopiska kriget mellan 1998 och 2000 och fram till i dag (2006) har därför ingen etiopisk handel förekommit i Assab, och under kriget bombarderades Assab och utsattes för upprepade misslyckade invasionsförsök från etiopiskt håll.
I dag patrulleras stadens utkanter och gränsen till Etiopien av FN-trupper (UNMEE) i enlighet med fredsavtalet mellan länderna som undertecknades i Alger 2000. Assabs hamn, en viktig inkomstkälla för den eritreanska ekonomin som berodde mycket av etiopisk handel, ligger oanvänd. Men planer finns för att ändra hamnen i Assabs syfte tillbaka till det ursprungliga, det vill säga inte en hamn för inlandet (Etiopien) utan en frihamn för handeln i och längs Röda havet.